# Федченко, Геннадий Николаевич
Геннадий Николаевич Федченко (род. 27 декабря 1929; с. Любимовка, Большесолдатский район, Курская область, РСФСР, СССР) — советский хозяйственный, государственный и политический деятель, Герой Социалистического Труда (1966). Почётный гражданин Новороссийска (2011).

## Биография
Родился в 1929 году в селе Любимовка.
С 1954 года — на хозяйственной, общественной и политической работе. В 1954—2000 гг. — третий помощник капитана танкера «Кремль», третий, второй и старший помощник капитана танкера, капитан танкера «Свердловск», «Будапешт», «Братислава», замначальника Новороссийского морского пароходства по кадрам, генеральный секретарь Международной ассоциации судовладельцев, замначальника Новороссийского морского пароходства, начальник службы безопасности мореплавания, вице-президент ОАО «Новороссийское морское пароходство»
Указом Президиума Верховного Совета СССР от 29 июля 1966 года присвоено звание Героя Социалистического Труда с вручением ордена Ленина и золотой медали «Серп и Молот».

## Звания и награды
- медаль «За трудовое отличие» (1963)
- золотая медаль «Серп и Молот» Героя Социалистического Труда и орден Ленина (1966)
- юбилейная медаль «За доблестный труд. В ознаменование 100-летия со дня рождения Владимира Ильича Ленина» (1970)
- медаль «Ветеран труда» (1989)
- орден Дружбы народов (1990)
- юбилейная медаль «За доблестный труд. В ознаменование 100-летия со дня рождения Владимира Ильича Ленина» (1970)
- медаль «За трудовое отличие» (1963)
- медаль «300 лет Российскому флоту» (1996)
- юбилейная медаль «60 лет Победы в Великой Отечественной войне 1941−1945 гг.» (2005)
- медаль «За выдающийся вклад в развитие Кубани» III степени (1999)
- Почетный гражданин города-героя Новороссийска (2011)

## Издательства
- Слава и гордость морского флота. Герои Советского Союза и Герои Социалистического Труда. – М., 1991.